# Sabrina Gonzalez Pasterski
Sabrina Gonzalez Pasterski (Chicago, Illinois, 3 de junho de 1993) é uma física teórica norte-americana cujos estudos dão enfoque à física de partículas. 
Sabrina se descreve como "uma orgulhosa ex-aluna da primeira geração cubano-americana e das escolas públicas de Chicago". Aos 16 anos, construiu e pilotou seu próprio avião e aos 17 anos formou-se como a primeira caloura do MIT nomeada para o estágio operacional da NASA e também ganhou o prêmio de empreendedorismo do MIT. Após destacar-se no MIT, foi contratada pelo CERN-CMS e nomeada Lindau Nobel Young Researcher. Ela se formou em primeiro lugar em Física do MIT e posteriormente matriculou-se no programa de doutorado de Harvard, recebeu seu SB ainda adolescente. Sabrina foi nomeada para a lista "30 abaixo de 30" da Scientific American em 2012, bem como para a lista de Ciência "30 abaixo de 30" de 2015 da Forbes. Seus primeiros meses no Centro para as Leis Fundamentais da Natureza de Harvard (2014) resultaram na descoberta do "efeito de memória de spin", que antecede as descobertas relatadas pelo LIGO e pode ser comprovado como uma maneira barata de detectar e verificar ondas gravitacionais e seus efeitos líquidos. Desde que deixou Harvard, Pasterski é pioneira na Holografia Celeste. Portanto, ainda adolescente, Sabrina concluiu seus estudos de graduação em três anos no Instituto de Tecnologia de Massachusetts (MIT), obteve seu PhD na Universidade de Harvard e foi bolsista de pós-doutorado do PCTS na Universidade de Princeton, atualmente integra o corpo docente do Perimeter Institute, onde ingressou aos 27 anos. 